# Jim Allister
James Hugh (Jim) Allister (ur. 2 kwietnia 1953 w Crossgar) – brytyjski i północnoirlandzki polityk, od 2004 do 2009 deputowany do Parlamentu Europejskiego, poseł do Izby Gmin.

## Życiorys
Studiował prawo na Queen's University Belfast. Od 1976 praktykował w zawodzie adwokata w ramach palestry Irlandii Północnej, specjalizował się w prawie karnym. W 2001 został radcą królowej (QC). Przez wiele lat działał w Demokratycznej Partii Unionistycznej. Był członkiem Zgromadzenia Irlandii Północnej działającego w latach 1982–1986.
W wyborach w 2004 z ramienia DUP uzyskał mandat posła do Parlamentu Europejskiego VI kadencji. Był eurodeputowanym niezrzeszonym, pracował w Komisji Spraw Konstytucyjnych oraz w Komisji Rybołówstwa.
W 2007 opuścił swoje dotychczasowe ugrupowanie, zakładając nową partię pod nazwą Traditional Unionist Voice. W 2009 nie uzyskał reelekcji w wyborach europejskich. W 2011 wybrany do parlamentu Irlandii Północnej. W 2016, 2017 i 2022 utrzymywał mandat na kolejne kadencje. W 2024 został wybrany w skład Izby Gmin.